# Bilal Boutobba
Bilal Boutobba (Marsella, Francia, 29 de agosto de 1998) es un futbolista francoargelino que juega como centrocampista y milita en el Hatayspor de la Superliga de Turquía.

## Trayectoria

### Olympique de Marsella
Debutó como profesional el 14 de diciembre de 2014, el técnico Marcelo Bielsa lo mandó al campo al minuto 84 por Mario Lemina pero perdieron 1 a 0 contra Mónaco. Bilal jugó su primer encuentro con 16 años y 109 días, por lo que se convirtió en el más joven de la historia del Olympique de Marsella en vestir su camiseta, utilizó el dorsal número 33. El técnico explicó que la razón por la cual lo mandó al campo de juego, es que confió en su calidad individual ya que el juego colectivo no funcionó bien en el encuentro.
Finalizó su primera temporada, la 2014/15 con 7 convocatorias en la Ligue 1 y una para la Copa de Francia, sin embargo disputó 3 partidos en la máxima categoría, todos como suplente, jugó un total de 25 minutos. Olympique de Marsella finalizó la liga en cuarto lugar y en la Copa de Francia quedaron eliminados en la primera ronda.
Jugó con la reserva del club, disputó 5 partidos, todos como titular y lograron el ascenso de categoría, a la cuarta división.
En la temporada 2015/16, estuvo con la reserva nuevamente, esta vez jugó 20 encuentros y anotó un gol.

### Sevilla Atlético
Para la temporada 2016/17 arribó a las filas del Sevilla Fútbol Club, para en un principio reforzar al filial sevillista. El 7 de julio de 2016, fue oficializada su llegada.
A finales del mercado veraniego de 2018 rescinde su contrato con el club al ver que no tenía opciones de jugar con el primer equipo.

### Montpellier
El 21 de septiembre de 2018, el Montpellier HSC hizo oficial su fichaje.

## Selección nacional
Ha sido internacional con la selección de Francia en la categoría sub-17 y sub-18.
Fue convocado para disputar la ronda clasificatoria del Campeonato Europeo Sub-17 de la UEFA 2015, Francia quedó en el grupo 4 con Chipre, Inglaterra y Macedonia.
Debutó con la selección el 25 de octubre de 2014 contra Macedonia, fue titular y ganaron 3 a 0. El 27 de octubre jugó su segundo partido, esta vez como suplente contra Chipre, ingresó al minuto 60 y derrotaron al rival por 4 a 0. Su siguiente encuentro fue contra Inglaterra el 30 de octubre, jugó desde el principio pero fue reemplazado y perdieron 3 a 1. A pesar de la derrota clasificaron a la Ronda Élite como segundos de su grupo con 6 puntos, en primer lugar quedaron los ingleses que ganaron los 3 encuentros.
El 17 de diciembre jugó un partido amistoso contra Rumania, disputó el primer tiempo y ganaron 3 a 1. El 19 de febrero de 2015 jugaron otro amistoso, contra Bélgica, ingresó al minuto 63 y ganaron 5 a 0.
Fue convocado para defender la selección en la Ronda Élite, quedaron en el grupo 1 con España, Israel y Suecia. El 20 de marzo jugó contra Israel, fue titular y al minuto 46 anotó su primer gol con Francia, que valió 3 puntos ya que ganaron 1 a 0. Su segundo partido de la ronda fue el 22 de marzo contra Suecia, jugó desde el comienzo y ganaron 7 a 1. El último partido del grupo fue contra España el 25 de marzo, jugó el encuentro completo y empataron 1 a 1. Clasificaron como primeros a la fase final del Campeonato Europeo Sub-17.
El entrenador Jean-Claude Giuntini convocó a Bilal para jugar la fase final del campeonato en Bulgaria. Francia quedó en el grupo C con Escocia, Grecia y Rusia.
Su primer rival fue Escocia, el 7 de mayo se enfrentaron, fue titular, al minuto 35 anotó un gol y ganaron 5 a 0. El 10 de mayo jugaron contra Rusia, fue titular en un partido parejo, su compañero Odsonne convirtió al minuto 50 el único gol del encuentro para lograr los 3 puntos. Ya clasificados a la siguiente fase, restaba disputar un encuentro para asegurar el primer lugar. La fase de grupos terminó el 13 de mayo contra Grecia, Bilal ingresó en el segundo tiempo y ganaron 1 a 0.
En cuartos de final, quedaron emparejados con Italia y se enfrentaron el 16 de mayo, fue titular para lograr el triunfo por 3 a 0. El 19 de mayo jugaron contra Bélgica la semifinal, jugó desde el comienzo, el partido finalizó 1 a 1 y fueron a penales, luego de varios fallos de ambos equipos, le quedó a su goleador Edouard el último penal y lo convirtió, clasificando a la final del certamen europeo.
Alemania no conocía la derrota en la competición y se enfrentaron en la final el 22 de mayo ante más de 14.000 personas en el Lazur Stadium, Bilal jugó el partido completo y triunfaron 4 a 1. Francia consiguió su segundo título como campeón de Europa Sub-17.
Francia clasificó a la Copa Mundial de Fútbol Sub-17 de 2015 que se realizará en Chile.
Fue convocado por Jean-Claude Giuntini para participar del Torneo Limoges Sub-18 2015, aunque fueron citados jugadores sub-17 para prepararse para la Copa Mundial de la categoría. Estados Unidos y Australia, también llevaron su plantel sub-17 para preparase pensando en el mundial, el cuadrangular lo completó la sub-19 de Stade Rennais.
El 2 de septiembre debutó en Limogés, jugó como titular contra Stade Rennais y empataron 1 a 1. El segundo encuentro, el 4 de septiembre, fue contra Estados Unidos, fue titular y empataron 0 a 0. El 6 de septiembre jugaron el último partido, disputó el primer tiempo y anotó un gol al minuto 30, ganaron 6 a 0. Francia finalizó el torneo con 5 puntos, y por mejor diferencia de goles se coronó campeón.
El 25 de septiembre fue confirmado por el técnico en la plantilla para participar en la Copa Mundial sub-17.
Debutó a nivel mundial el 19 de octubre de 2015, jugó como titular con el dorsal número 12 contra Nueva Zelanda, al minuto 32 anotó su primer gol en la competición y finalmente ganaron 6 a 1.

### Participaciones en juveniles
| Competición                                                                | Sede     | Resultado        | Partidos | Goles | Asistencias |
| -------------------------------------------------------------------------- | -------- | ---------------- | -------- | ----- | ----------- |
| Ronda de clasificación para el Campeonato de Europa Sub-17 de la UEFA 2015 | Chipre   | Clasificó        | 3        | 0     | 1           |
| Ronda Élite para el Campeonato de Europa Sub-17 de la UEFA 2015            | España   | Clasificó        | 3        | 1     | 0           |
| Campeonato de Europa Sub-17 de la UEFA 2015                                | Bulgaria | Campeón          | 6        | 1     | 5           |
| Copa Mundial Sub-17 de 2015                                                | Chile    | Octavos de final | 4        | 2     | 0           |

## Estadísticas

### Clubes
Actualizado al 31 de mayo de 2025.
| Club                               | Div.          | Temporada     | Liga  | Liga  | Copas nacionales | Copas nacionales | Torneos internacionales | Torneos internacionales | Total | Total |
| Club                               | Div.          | Temporada     | Part. | Goles | Part.            | Goles            | Part.                   | Goles                   | Part. | Goles |
| ---------------------------------- | ------------- | ------------- | ----- | ----- | ---------------- | ---------------- | ----------------------- | ----------------------- | ----- | ----- |
| Olympique de Marsella Francia      | 1.ª           | 2014-15       | 3     | 0     | 0                | 0                | —                       | —                       | 3     | 0     |
| Olympique de Marsella Francia      | Total club    | Total club    | 3     | 0     | 0                | 0                | 0                       | 0                       | 3     | 0     |
| Olympique de Marsella "II" Francia | 5.ª           | 2014-15       | 5     | 0     | —                | —                | —                       | —                       | 5     | 0     |
| Olympique de Marsella "II" Francia | 4.ª           | 2015-16       | 20    | 1     | —                | —                | —                       | —                       | 20    | 1     |
| Olympique de Marsella "II" Francia | Total club    | Total club    | 25    | 1     | 0                | 0                | 0                       | 0                       | 25    | 1     |
| Sevilla Atlético · España          | 2.ª           | 2016-17       | 11    | 0     | —                | —                | —                       | —                       | 11    | 0     |
| Sevilla Atlético · España          | 2.ª           | 2017-18       | 22    | 0     | —                | —                | —                       | —                       | 22    | 0     |
| Sevilla Atlético · España          | Total club    | Total club    | 33    | 0     | 0                | 0                | 0                       | 0                       | 33    | 0     |
| Montpellier H. S. C. "II" Francia  | 5.ª           | 2018-19       | 17    | 6     | —                | —                | —                       | —                       | 17    | 6     |
| Montpellier H. S. C. Francia       | 1.ª           | 2018-19       | 2     | 0     | 0                | 0                | —                       | —                       | 2     | 0     |
| Montpellier H. S. C. Francia       | 1.ª           | 2019-20       | 1     | 0     | 0                | 0                | —                       | —                       | 1     | 0     |
| Montpellier H. S. C. Francia       | Total club    | Total club    | 3     | 0     | 0                | 0                | 0                       | 0                       | 3     | 0     |
| Montpellier H. S. C. "II" Francia  | 4.ª           | 2019-20       | 15    | 1     | —                | —                | —                       | —                       | 15    | 1     |
| Montpellier H. S. C. "II" Francia  | Total club    | Total club    | 32    | 7     | 0                | 0                | 0                       | 0                       | 32    | 7     |
| Chamois Niortais F. C. Francia     | 2.ª           | 2020-21       | 36    | 3     | 1                | 0                | —                       | —                       | 37    | 3     |
| Chamois Niortais F. C. Francia     | 2.ª           | 2021-22       | 37    | 7     | 0                | 0                | —                       | —                       | 37    | 7     |
| Chamois Niortais F. C. Francia     | 2.ª           | 2022-23       | 35    | 11    | 4                | 0                | —                       | —                       | 39    | 11    |
| Chamois Niortais F. C. Francia     | Total club    | Total club    | 108   | 21    | 5                | 0                | 0                       | 0                       | 113   | 21    |
| Clermont Foot 63 Francia           | 1.ª           | 2023-24       | 27    | 1     | 2                | 0                | —                       | —                       | 29    | 1     |
| Clermont Foot 63 Francia           | Total club    | Total club    | 27    | 1     | 2                | 0                | 0                       | 0                       | 29    | 1     |
| Hatayspor Turquía                  | 1.ª           | 2024-25       | 28    | 11    | 2                | 1                | —                       | —                       | 30    | 12    |
| Hatayspor Turquía                  | Total club    | Total club    | 28    | 11    | 2                | 1                | 0                       | 0                       | 30    | 12    |
| Total carrera                      | Total carrera | Total carrera | 259   | 41    | 9                | 1                | 0                       | 0                       | 268   | 42    |

### Selecciones
Actualizado al 13 de abril de 2016.
Último partido citado: Italia 1 - 2 Francia
| Sub-17 Francia | 2014/15       | 12 | 2 | - | - | 3 | 0 | 15 | 2 |
| Sub-17 Francia | 2015/16       | -  | - | 4 | 2 | 2 | 1 | 6  | 3 |
| Sub-17 Francia | Total sel.    | 12 | 2 | 4 | 2 | 5 | 1 | 21 | 5 |
| Sub-18 Francia | 2015/16       | -  | - | - | - | 3 | 0 | 3  | 0 |
| Sub-18 Francia | Total sel.    | -  | - | - | - | 3 | 0 | 3  | 0 |
| Total carrera | Total carrera | 12 | 2 | 4 | 2 | 8 | 1 | 24 | 5 |
| (1)Incluidos los datos del Campeonato de Europa Sub-17 de la UEFA (2015) (2)Incluidos los datos de la Copa Mundial Sub-17 (2015) |               |    |   |   |   |   |   |    |   |

## Palmarés

### Títulos internacionales
| Título                                 | Club (*)             | País     | Año  |
| -------------------------------------- | -------------------- | -------- | ---- |
| Campeonato de Europa Sub-17 de la UEFA | Selección de Francia | Bulgaria | 2015 |

(*) Incluyendo la selección.

### Distinciones individuales
| Distinción                                                                     | Año  |
| ------------------------------------------------------------------------------ | ---- |
| Parte de los 50 mejores jugadores del mundo para The Guardian (categoría 1998) | 2015 |